# (730) Athanasia
(730) Athanasia – planetoida z grupy pasa głównego asteroid okrążająca Słońce w ciągu 3 lat i 133 dni w średniej odległości 2,24 au. Została odkryta 10 kwietnia 1912 roku w Obserwatorium Uniwersyteckim, w Wiedniu przez Johanna Palisę. Nazwa pochodzi od greckiego słowa oznaczającego nieśmiertelność. Przed jej nadaniem planetoida nosiła oznaczenie tymczasowe (730) 1912 OK.